# Semiramis (koningin)

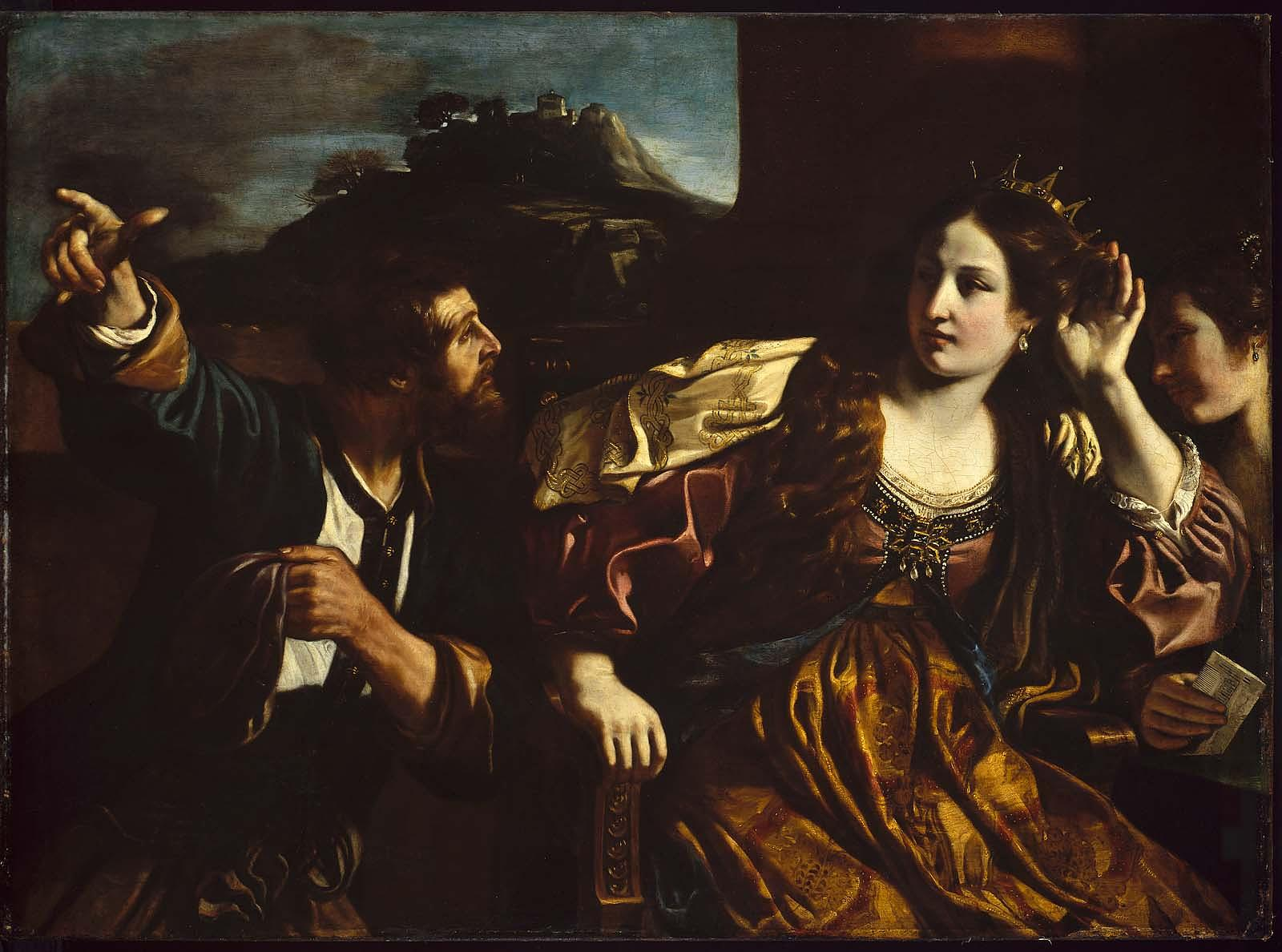
Schilderij van Semiramis door Giovanni Francesco Barbieri (1624)

Semiramis is een legendarisch figuur, bekend via auteurs als Herodotus, Diodorus Siculus, Junianus Justinus en Ctesias van Cnidus. Het is onduidelijk of met Seramis oorspronkelijk een Assyrische edelvrouw of een godin werd bedoeld.
Volgens de rabbijnse literatuur was Semiramis de vrouw van Nimrod. Ctesias stelde haar echter gelijk met koningin Sammuramat, de Babylonische echtgenote van Shamshi-Adad V, maar dit blijft een hypothese op basis van de gelijkenis in klank tussen beide namen. Na de dood van Shamshi-Adad in 808 v.Chr. was zij gedurende een vijftal jaar de regentes voor haar minderjarige zoon Adad-nirari III en heerste aldus over Assyrië. Verschillende monumenten en plaatsen in het Nabije Oosten werden aan haar toegeschreven of droegen haar naam, zoals de hangende tuinen van Babylon. Vermoedelijk is de Semiramis uit de antieke literatuur echter syncretistisch, gemodelleerd naar enkele historische koninginnen.
Volgens een legende was zij de dochter van de godin Derketo of de Syrische godin Atargatis. Ze zou de echtgenote geweest zijn van koning Ninus. Vermoedelijk is haar naam afgeleid van Shemiram, een vroeg-Semitische godin.

## Doorwerking
Voltaire schreef de tragedie Semiramis over haar, Domenico Cimarosa, Christoph Willibald Gluck, Giuseppe Sarti, Josef Mysliveček   (1766) en Gioacchino Rossini componeerden een opera met als titel Semiramide. Giacomo Meyerbeer bewerkte het toneelstuk van Pietro Metastasio, Semiramide riconosciuta, tot een opera met dezelfde titel. Joséphin Péladan schreef een gelijknamig toneelstuk over dit gegeven.
Een van haar afbeeldingen, een sculptuur waar zij haar onbevlekt kind Tammuz op haar arm heeft, toont veel overeenkomsten met de maagd Maria. Naar haar wordt ook verwezen in Dante Alighieri's Divina Commedia, waar ze in zang 5 in de hel geplaatst wordt om haar incestieus huwelijk met haar eigen zoon, Ninus II.